# 枡田繪理奈
枡田繪理奈（1985年12月25日—），出身於神奈川縣。日本TBS電視台播報員。丈夫是棒球選手堂林翔太。

## 經歷
先後就讀於神奈川縣立神奈川綜合高等學校、成城大學文藝學部歐洲文化學科。2008年大學畢業後正式加入TBS。
持有書道六段、普通汽車駕駛證、日本漢字能力檢定二級、實用英語技能檢定二級、新聞時事能力檢定三級、滑雪檢定三級能資格證書。
母親是鋼琴教師。具有絕對音感。
小學時與男生一起踢足球，頭球了得，被稱為「頭球女王」。
與同期的加藤綾子（富士電視台）、相內優香（東京電視台）是學生時代就認識的好友。與後藤真希、小嶋陽菜、篠田麻里子等藝人關係良好。
入社第一年與同期女主播在《ANA-CAN》的企劃時尚雜誌《Ray》登場，之後，常登上《CanCam》、《witth》等時尚雜誌。
本沒有固定的暱稱。出演《歌番》時，不熟漢字的中居正廣將「枡田」錯讀成（Binta），從此成為中居對她的固定稱呼。2012年2月26日播放的《Quiz☆Talent名鑑》，擔任主持人，被有吉弘行等嘉賓戲稱為（Masupan），「XX-pan」是富士電視台對部分所屬的人氣女主播的稱呼，枡田後來在部落格裡也提到自嘲。
現主持《SUPER SOCCER》、《Saturday Night Chubaw!》、《HIRUOBI!》等節目，是TBS的其中一位看板女主播。2009年至2011年連續三年擔任日本唱片大獎的主持人。
2014年12月25日聖誕節當天，也是枡田的29歲生日，與廣島東洋鯉魚的棒球選手堂林翔太登記結婚。

## 外部連結
- TBS 枡田繪理奈 檔案 （页面存档备份，存于）
- 枡田繪理奈的博客 （页面存档备份，存于）
- ANA-CAN （页面存档备份，存于）
- TBS2008新人研修日記 （页面存档备份，存于）